# Paporotka
Paporotka (en rus: Папоротка) és un poble de l'óblast de Tula, a Rússia, segons el cens del 2010 tenia 312 habitants.